# آلان كولومبو
آلان كولومبو (5 أبريل 1961 في فرنسا - ) (بالفرنسية: Alain Colombo)‏ هو لاعب كرة قدم فرنسي في مركز الدفاع. لعب مع نادي غويونيون ونادي ميتز ونادي نيور وFC Aris Bonnevoie ‏.

## وصلات خارجية
- آلان كولومبو على موقع قاعدة بيانات كرة القدم.إي يو (الإنجليزية)
- آلان كولومبو على موقع عالم كرة القدم.نت (الإنجليزية)